# Economía Basada en Recursos
Una Economía Basada en Recursos (EBR) es un concepto socioeconómico global propuesto por el futurista e ingeniero social Jacque Fresco. Se trata de un sistema en el que todos los bienes y servicios están disponibles sin el uso de dinero, créditos, trueques o cualquier otra forma de deuda o servidumbre. En este modelo, todos los recursos de la Tierra se consideran patrimonio común de todos sus habitantes, no solo de unos pocos selectos. El objetivo principal de la EBR es elevar el nivel de vida de toda la población mediante la aplicación inteligente y humana de la ciencia y la tecnología, buscando la abundancia y la sostenibilidad.

## Orígenes y Desarrollo
Jacque Fresco (1916-2017) fue un diseñador estructural, arquitectónico e industrial, ingeniero social y futurista estadounidense. Su trayectoria profesional abarcó una amplia gama de campos, desde innovaciones biomédicas hasta sistemas sociales totalmente integrados. La experiencia de Fresco durante la Gran Depresión influyó profundamente en su visión, llevándolo a reevaluar los sistemas económicos y sociales existentes y a buscar alternativas que pudieran prevenir problemas como la pobreza y la escasez. En 1980, Fresco estableció un centro de investigación en Venus, Florida, que más tarde se conocería como Proyecto Venus (El Proyecto Venus). Este proyecto representa la culminación de su trabajo de toda la vida: la integración de lo mejor de la ciencia y la tecnología en un plan integral para una nueva sociedad basada en la preocupación humana y ambiental. A través del Proyecto Venus, Fresco y su colaboradora Roxanne Meadows desarrollaron y promovieron la EBR, creando modelos, dibujos y documentales para visualizar su propuesta.

## Principios fundamentales de la Economía Basada en Recursos
La Economía Basada en Recursos o EBR se basa en varios principios interconectados que buscan abordar las deficiencias percibidas en los sistemas económicos actuales:

### Rechazo del sistema monetario
Fresco argumentó que la práctica actual de racionar recursos a través de métodos monetarios es irrelevante y contraproducente para la supervivencia humana. Sostuvo que el dinero es una institución falsa que perpetúa la escasez y los problemas sociales como la guerra, la pobreza, el crimen y la deuda. En una EBR, el dinero se volvería irrelevante porque el acceso a los bienes y servicios se basaría en la disponibilidad de recursos y las necesidades humanas, no en la capacidad de pago.

### Recursos como patrimonio común
Un pilar central de la EBR es la declaración de todos los recursos del mundo como patrimonio común de todos los habitantes de la Tierra. Esta premisa busca trascender las fronteras artificiales y las divisiones ideológicas que separan a las personas, fomentando la colaboración global.

### Abundancia y gestión de la escasez
Fresco afirmó que la Tierra es abundante en recursos y que la escasez es a menudo una consecuencia de la mala gestión y el racionamiento monetario, no una limitación inherente. La EBR propone utilizar la tecnología para superar la escasez mediante la aplicación de fuentes de energía renovables, la automatización de la fabricación y el inventario, y el diseño eficiente de ciudades y sistemas de transporte. El objetivo es crear una sociedad de abundancia donde las necesidades básicas de todos estén cubiertas, lo que, según Fresco, reduciría drásticamente la delincuencia, la codicia y la violencia.

### Rol de la tecnología y la automatización
La tecnología se considera una herramienta fundamental para mejorar la vida de la población y proteger el medio ambiente. En una EBR, las máquinas y la automatización se utilizarían para realizar trabajos repetitivos y monótonos, acortar la jornada laboral, aumentar la disponibilidad de bienes y servicios, y extender el tiempo de ocio. Esto permitiría a los individuos dedicar su tiempo de vida hacia actividades más creativas, desafiantes y satisfactorias, fomentando el desarrollo personal y la autorrealización.

### Enfoque holístico y diseño social
En el caso de ideas planificadas en torno al concepto de EBR como las del Proyecto Venus, Jaque Fresco aboga por un enfoque de sistemas para gestionar inteligentemente los recursos, integrando la interconectividad y las relaciones entre los diversos componentes de la sociedad y el medio ambiente. Se propone un rediseño cultural completo que aborde las causas fundamentales de los problemas sociales, en lugar de solo sus síntomas. Este diseño incluye la reestructuración de ciudades, sistemas de transporte e instalaciones industriales para que sean energéticamente eficientes, limpios y sirvan convenientemente a las necesidades de todas las personas.

## Asignación y priorización de recursos
En la EBR propuesta por el Proyecto Venus, la asignación y priorización de recursos se guiaría por los valores y necesidades compartidas de las personas, en lugar de la demanda del mercado o el lucro. La necesidad sería el principio rector, lo que significa que los recursos se destinarían primero a las necesidades más apremiantes de la población.
Por ejemplo, se priorizarían programas para erradicar la pobreza, la guerra y las enfermedades, y para restaurar el medio ambiente, antes de construir infraestructuras no esenciales como estadios deportivos.
El sistema utilizaría una encuesta científica de las necesidades de las personas, los recursos disponibles y su ubicación, y lo que se necesita construir y asignar en consecuencia. La gestión y el monitoreo se realizarían mediante múltiples computadoras a nivel mundial, garantizando la redundancia y facilitando la interacción con un "público competente" a través de un sistema transparente que permitiría un flujo constante de información y retroalimentación.
Además, se buscaría activamente el desarrollo de nuevos materiales sintéticos o compuestos para reemplazar recursos escasos o menos eficientes, y se harían esfuerzos para desarrollar fuentes de energía limpias y renovables como la geotérmica, solar, eólica, mareomotriz y la fusión controlada.

## Distinción de otros sistemas socioeconómicos
Fresco y el Proyecto Venus han enfatizado que la EBR no es comparable con el comunismo, el socialismo, el fascismo o cualquier otra ideología política existente. A diferencia del Manifiesto Comunista, que abogaba por el derrocamiento forzoso, El Proyecto Venus propone el cambio social como un proceso de "evolución guiada" y un "problema de ingeniería". En lugar de una revuelta de trabajadores, se busca la coordinación de equipos interdisciplinarios de científicos e ingenieros para diseñar soluciones técnicas a los problemas sociales y de gestión de recursos. El Proyecto Venus se diferencia de las visiones pasadas del comunismo al abogar por un análisis experimental de la implementación del sistema social, utilizando el prototipado iterativo de ciudades como unidad de análisis para validar o falsificar hipótesis. Se argumenta que, si bien Karl Marx diagnosticó problemas subyacentes del libre mercado, omitió los innumerables problemas logísticos de la gestión planetaria de recursos que un enfoque de sistemas puede abordar. La EBR no busca el control gubernamental sobre las pertenencias personales, sino la gestión colaborativa de los recursos globales para satisfacer las necesidades básicas de todos. Además, el Proyecto Venus rechaza la etiqueta de "utopía", argumentando que las sociedades están siempre en un estado de transición y que no existe una "frontera final" para el logro humano y tecnológico. Se presenta como una "sociedad emergente" que se correlaciona con las condiciones cambiantes del medio ambiente y la información recopilada, adaptándose y mejorando continuamente.

## Críticas y desafíos
La propuesta de la Economía Basada en Recursos ha enfrentado diversas críticas:

### Problema del cálculo económico
Una de las críticas más prominentes, planteada por académicos de la Escuela Austríaca de Economía como Ludwig von Mises y Robert P. Murphy, es el "problema del cálculo económico". Según esta crítica, sin un mecanismo de precios que surja de la propiedad privada y el intercambio de mercado, sería imposible calcular la disponibilidad y la deseabilidad de los recursos, lo que llevaría a una asignación ineficiente y al caos económico. El Proyecto Venus responde a esta crítica afirmando que la EBR no es una economía de planificación centralizada dirigida por una élite. En cambio, la asignación de recursos se determinaría mediante una "encuesta científica de las necesidades de las personas, los recursos disponibles y lo que debe construirse y asignarse en consecuencia", facilitada por múltiples computadoras interconectadas a nivel mundial y con un sistema transparente de retroalimentación pública. Argumentan que los problemas de cálculo económico no se aplican a un sistema que no utiliza dinero ni trueque para la asignación.

### Motivación humana
Los críticos a menudo cuestionan qué motivaría a los individuos a contribuir a la sociedad sin incentivos monetarios tradicionales. Se argumenta que la falta de recompensa económica podría llevar a una disminución de la innovación, la creatividad y la productividad.
Fresco contrarrestó esta preocupación argumentando que la "naturaleza humana" no es inherentemente codiciosa o egoísta, sino que el comportamiento humano es en gran medida un reflejo del entorno. En una sociedad que satisface las necesidades básicas, el comportamiento constructivo se reforzaría, y la motivación surgiría de la participación en tareas significativas, creativas y desafiantes, en lugar de la "rutina diaria de tareas aburridas y repetitivas" para ganar un salario. Las tareas repetitivas serían realizadas por máquinas.

### Desafíos de transición
La transición de un sistema monetario globalmente arraigado a una EBR presenta desafíos monumentales. Desmantelar las estructuras financieras e instituciones existentes se percibe como una tarea desalentadora y potencialmente desestabilizadora, con preocupaciones sobre el caos y el colapso social durante este período. El Proyecto Venus reconoce que la implementación a escala global solo sería posible cuando los sistemas económicos actuales fallen en satisfacer las necesidades de las personas, impulsados por la automatización y la subcontratación de empleos que reducen el poder adquisitivo. La estrategia principal para la transición es la educación a través de los medios, como películas y series de televisión, para informar al público sobre las propuestas de la EBR antes de un colapso social.

### Control centralizado y tecnodemocracia
Algunos críticos han expresado preocupación por la posibilidad de que la EBR derive en una tecnocracia o meritocracia, donde la falta de rendición de cuentas y análisis de las relaciones de poder y jerarquías podría justificar una forma de autoridad. Se argumenta que un sistema de este tipo podría conducir a una burocracia excesiva o a la supresión de las libertades individuales. Fresco, sin embargo, describió su forma de gobernanza como sin paralelo con ideologías políticas, ya que la "cibernación" (combinación de computadoras y automatización) eliminaría la influencia y el control financieros. El Proyecto Venus busca una "democracia participativa" donde todos contribuyen según su nivel de competencia, asegurando la estabilidad social y económica.

## Influencia y recepción
Las ideas de Jacque Fresco y el Proyecto Venus han ganado atención a través de diversas plataformas. El proyecto fue prominentemente presentado en el documental de Peter Joseph, Zeitgeist: Addendum (2008), lo que amplificó su visibilidad. Sin embargo, Fresco y Joseph se separaron en 2011 debido a desacuerdos sobre metas y objetivos, lo que llevó a que el Proyecto Venus se distanciara del Movimiento Zeitgeist. A nivel académico y de medios, las opiniones han sido variadas. La visión crítica de Fresco sobre la economía moderna ha sido comparada con el concepto de Thorstein Veblen de la "fase depredadora en el desarrollo humano". Sus diseños de ciudades han sido calificados de "orgánicos" y "evolutivos" por teóricos de la sinergética. En 2016, Jacque Fresco recibió un premio Novus Summit por Diseño Urbano/Comunitario, apoyado por el Departamento de Asuntos Económicos y Sociales de las Naciones Unidas (UN DESA). A pesar de la inspiración que sus ideas han generado en el ámbito del futurismo y el diseño sostenible, algunos críticos han señalado la falta de proyectos construidos a gran escala más allá de los domos experimentales en Venus, Florida. La viabilidad práctica de una transición global sigue siendo un punto de debate, con algunos considerándolo "demasiado hermoso para ser confiable" o "demasiado irrealista". No obstante, sus partidarios lo ven como una "verdadera luz de esperanza" y un "plan de acción factible para el cambio social".